# Suzuki Ignis
La Suzuki Ignis è una piccola crossover prodotta dalla casa automobilistica giapponese Suzuki dal 2000 al 2008 in due distinte generazioni sia in versione con carrozzeria 3 porte che con 5 porte. Il nome è stato ripreso nel 2016 per una nuova autovettura. Tra il 2001 e il 2008, la vettura è stata venduta anche sotto il marchio Chevrolet come Chevrolet Cruze (da non confondere con l'omonima auto compatta basata sulla Opel/Vauxhall Astra).

## Prima serie (2000-2003)

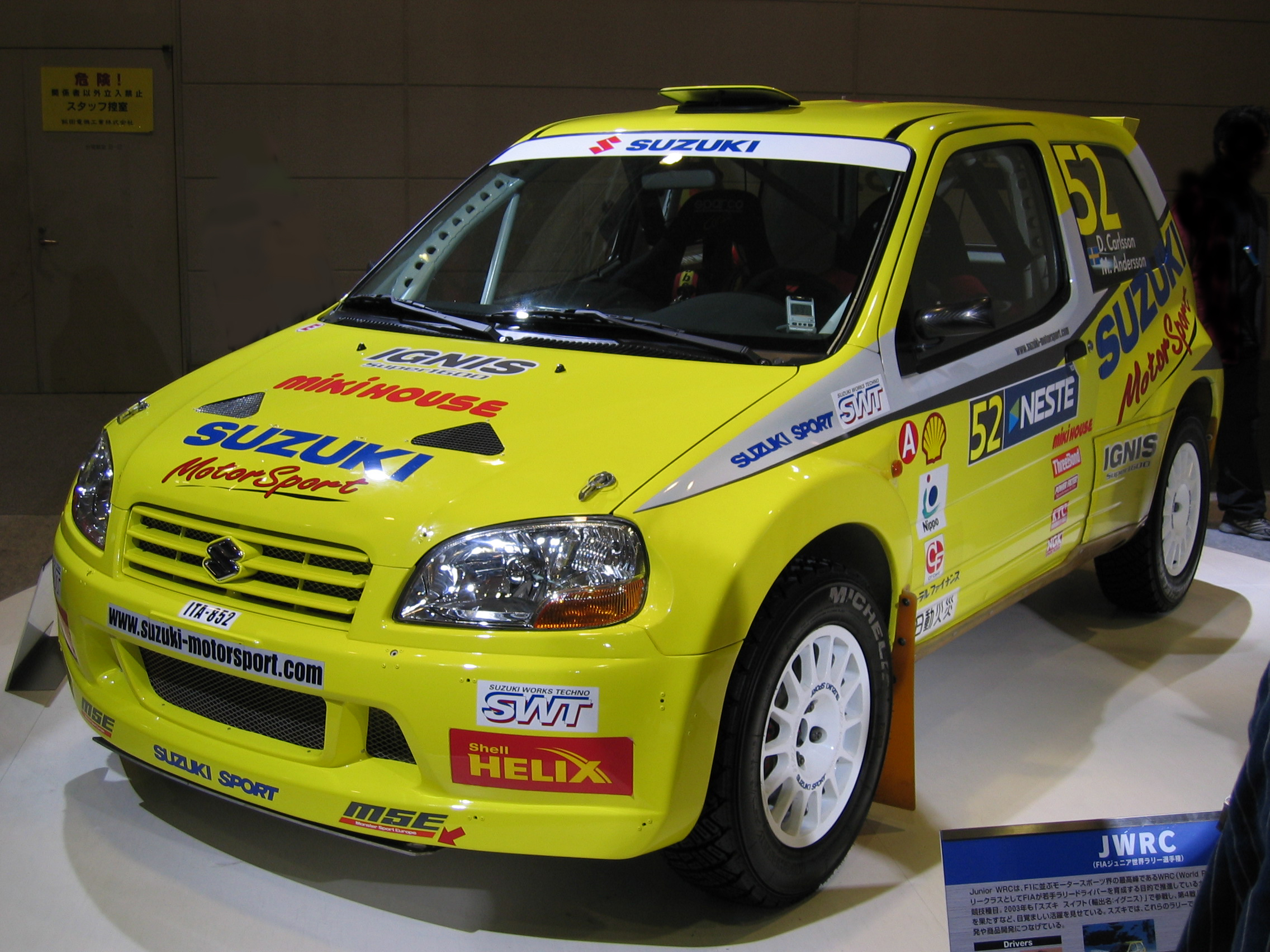
La Suzuki Ignis S1600

Il modello Ignis nasce dalla collaborazione tra il marchio Suzuki e la General Motors da un progetto di veicoli destinati a sostituire il modello Cultus, la world car venduta in Europa con il nome Swift. La prima generazione (serie HT), in produzione dal 2000, utilizza il pianale di base e lo schema meccanico della piccola Suzuki Kei, dalla quale viene ripreso parte del design. La carrozzeria rialzata da terra stile crossover compatto permette di affrontare anche sentieri dissestati. È inoltre disponibile sia con trazione anteriore che integrale tramite giunto viscoso o differenziale a slittamento limitato.
La lunghezza è di 3,62 metri. Il motore è il 1.3 quattro cilindri 16 valvole da 63 kW abbinato a una trasmissione manuale a cinque rapporti oppure a una tradizionale automatica a quattro rapporti con convertitore di coppia motrice, ma per il mercato estero era disponibile anche la Ignis Sport, con motore 1.5 16V da 116 cavalli (110 la versione europea omologata secondo la normativa Euro 3) e cambio manuale a 5 rapporti. La Ignis Sport possedeva la carrozzeria tre porte, il telaio a trazione anteriore irrigidito e le sospensioni dalla taratura sportiva, migliorato quindi il comportamento generale dell'autovettura; i sedili erano firmati Recaro. La Ignis Sport e la versione tre porte non sono state importate in Italia.
La prima generazione è stata prodotta fino al 2005 dalla Suzuki nell'impianto di Kosai, Shizuoka in Giappone e importata in Europa fino al 2003. La Ignis Sport è stata utilizzata anche in competizioni, la versione Super1600 ha partecipato al JWRC ed era equipaggiata con un 1.6 da 206 cavalli, telaio con sospensioni a quattro MacPherson e trazione anteriore con cambio meccanico a sei rapporti.

## Seconda serie (2003-2008)

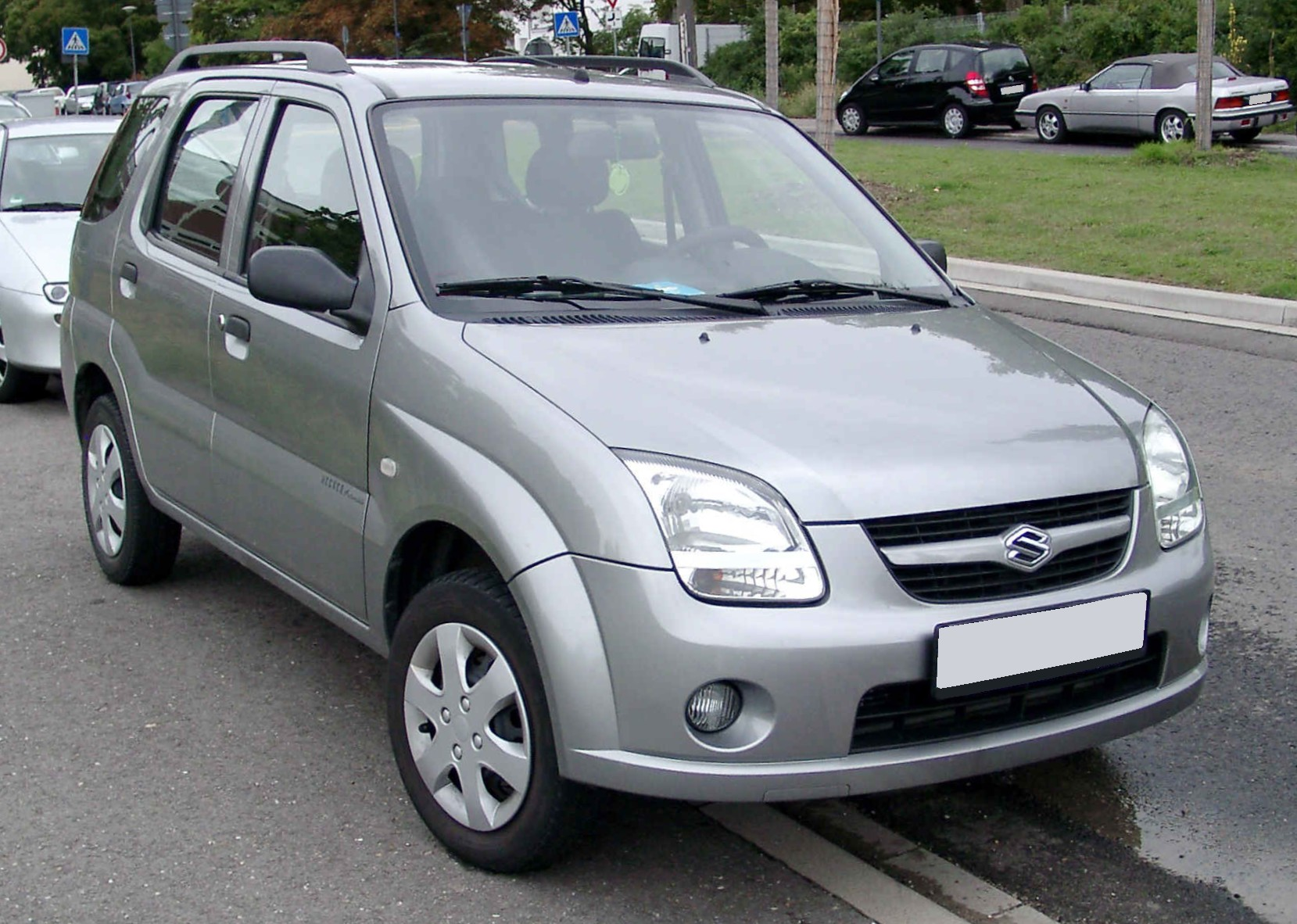
Seconda serie di Ignis

Al Salone dell'automobile di Francoforte del 2003 viene introdotta la seconda generazione (HR), che utilizza una versione rivista del telaio della serie precedente. Stavolta l'auto viene prodotta in Ungheria a Esztergom e gran parte dei componenti viene condiviso con l'ultima generazione di Wagon R+, anch'essa prodotta nello stesso impianto.
L'estetica della nuova Ignis subisce una lieve evoluzione, la carrozzeria (allungata di 15 centimetri) stavolta era solo a cinque porte, ma sempre in stile crossover, notevole l'altezza da terra, parafanghi allargati e barre sul tetto. La nuova Ignis sarà venduta anche col marchio Subaru col nome Justy G3X.

Un'importante novità è l'adozione delle nuove sospensioni posteriori a braccio semi indipendente con barra stabilizzatrice, la trazione è anteriore, ma è disponibile anche l'integrale, i motori sono il nuovo 1.3 VVT 16 valvole a fasatura variabile da 94 cavalli e il 1.5 VVT 16V da 99 cavalli con cambio manuale 5 rapporti oppure automatico a 4 rapporti. Grazie all'accordo tra la General Motors e la FIAT è stato possibile adottare anche il 1.3 turbodiesel common rail Multijet da 69 cavalli; ciò ha permesso alla Ignis di riscontrare in Europa un discreto successo commerciale. La nuova Ignis è lunga 3,77 metri. 

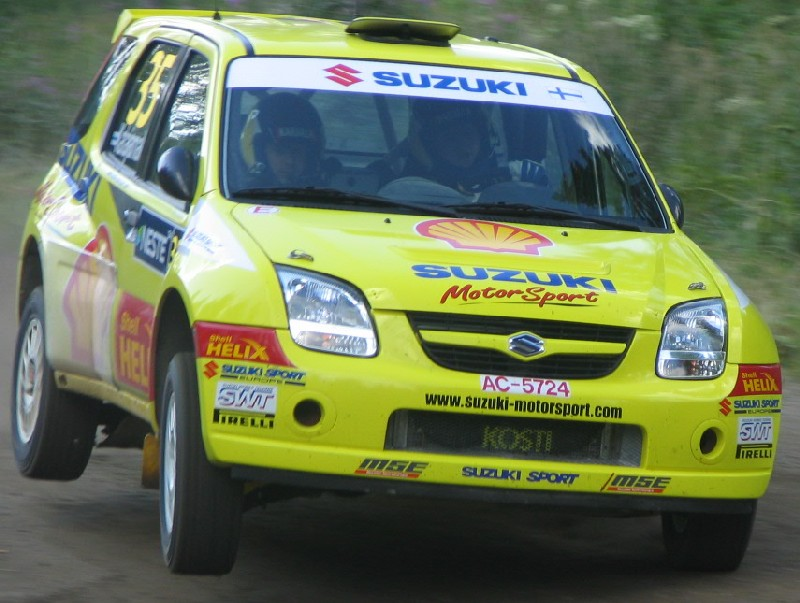
Ignis Super1600 al Rally di Finlandia 2004

Nel 2005 viene introdotto l'allestimento speciale Special Edition con dotazione di serie arricchita. Questa versione rimarrà in listino fino al 2008. Anche la seconda serie di Ignis ha partecipato dal 2004 al JWRC Super1600, riprendendo lo schema meccanico della prima generazione e la carrozzeria a cinque porte.
La Ignis è stata prodotta fino al 2008, ma poiché la Suzuki ha introdotto sui mercati dell'Europa la nuova, più compatta e sportiva Swift l'utilizzo della denominazione Ignis è stato sospeso fino al 2016 con la produzione di un nuovo modello.